# Макавеи
Макавеите, срещани още и като Макабеи (на иврит: מכבי, макаби – „чук“, в буквален превод на български Чуковете), са Юда Макавей и неговите четирима братя, синове на Мататия Хасмоней, от Модин (дн. Модин-Макаби-Реут). Заедно с баща си те оглавяват въстанието (167 г. пр.н.е. – 160 пр.н.е.) срещу управляващата династията на Селевкидите, която прокарва политика на елинизация на Юдея. С победата им идва на власт тяхната династия на Хасмонеите, която управлява Юдея от около 110 до 63 г. пр.н.е.
Името Макавей е личен епитет на Юда, най-вероятно е означавало „подобен на чук“ и му е било дадено заради неговите качества в борбата. Семейното бащино име на братята е Хасмонеи или Асмонеи, от Хасмон, прародител на Мататия.
Името Макавеи често се използва като синоним за цялата Хасмонейска династия и дори за всички, които са участвали във въстанието, както и за мъчениците, споменати във Втора книга Макавейска (vi, 18-vii). Същинските Макавеи обаче са Юда Макавей и четиримата му братя. По-късните поколения не са преки потомци на Юда Макавей.